# Negativ
Negativ, artiestennaam van Maurits Delchot (Amsterdam, 8 september 1982), is een Nederlands rapper, acteur en radiopresentator van Surinaamse afkomst. Hij was lid van de Diemense/Amsterdamse rapformatie D-Men. Ook acteerde hij in films als Bolletjes Blues en Complexx.

## Begin
Negativ raakte op jonge leeftijd geïnteresseerd in rap. Hij begon met rappen samen met een groep vrienden. Snel maakte hij naam in het underground rap-circuit en nam deel aan verschillende MC-battles. Een battle zette hem tegenover Yukkie B, een andere rapper uit Amsterdam-Oost. Dit leidde tot verschillende ruzies tussen de twee rappers, met als gevolg meerdere diss-tracks van beide rappers.

## 2003-2005: D-Men
Negativ ontmoette Lange Frans die samen met zijn broer Brutus en Baas B de rapformatie D-Men vormden, en werd overgehaald zich in 2003 bij de groep te voegen. Hier droeg hij bij aan populaire mixtapes die in het Amsterdamse rap-circuit werden gepubliceerd. Na het succes van De Straatremixes in 2003 werden in 2004 De Straatremixes Deel 2 en De Straatremixes Deel 3 uitgegeven, wederom met bijdragen van Negativ.

## Solocarrière
Kort na de lancering van hun single in 2005, werd bekend dat na interne conflicten tussen Negativ, Lange Frans en Baas B, de laatste twee uit D-Men stapten, om samen het duo Lange Frans & Baas B te vormen. Een paar weken later maakte Negativ een online track, met een sample van 50 Cent, waarin hij Lange Frans & Baas B diste.
In 2005 werkte Negativ ook samen met DJ MBA op zijn mixtapes Urban Videoz, Straathits Volume 1 en Straathits Volume 2. Loyalty Records bracht zijn hit "Niets is wat het zijn moet" uit, die hij samen met Ebon-E had gemaakt. Ook maakte hij samen met Brutus de track "Mijn Feestje".
In 2006 maakte Negativ zijn filmdebuut als Spike, de hoofdrol in de film Bolletjes Blues. Hiervoor werd hij genomineerd voor een Gouden Kalf op het Nederlands Film Festival van 2006.
In september 2013 was Negativ te zien op het Nederlands Film Festival in de Film "Hoe duur was de suiker." Hierin speelt hij een slaaf.
In 2014 was hij te zijn als Smit in de dagelijkse BNN-serie StartUp, maar na slechte kijkcijfers werd uitzending van deze serie gestopt. Daarna was hij een van de presentatoren van De Social Club. Ook presenteerde hij samen met Mimoun Ouled Radi het programma Maurits & Mimoun Vragen Om Problemen op de zender FOX. In dit programma reisden ze door Nederland om slepende kwesties met de nodige humor op te lossen. Maurits had tevens een vlog op YouTube genaamd Nega's Libi. In juli 2017 was hij te zien als Winston in de film Sing Song.

## Platenlabel
In 2010 startte Negativ zijn eigen platenlabel, Nindo. Rappers als Keizer, Priester & Bokoesam stonden hier onder contract. Anno 2015 is het label opgeheven.

## Persoonlijk
Negativ werd in 2006 vader van een dochter.

## Discografie

### Albums
Studioalbums
- Negativitijdperk (2006)

Mixtapes
- Hinderlijk Mixtape (2008)
- Hinderlijker Mixtape (2010)

### Hitnoteringen
| Single met eventuele hitnotering(en) in de Nederlandse Top 40 | Datum van verschijnen | Datum van binnenkomst | Hoogste positie | Aantal weken | Opmerkingen                                                                                  |
| ------------------------------------------------------------- | --------------------- | --------------------- | --------------- | ------------ | -------------------------------------------------------------------------------------------- |
| Mijn feestje                                                  | 2004                  | 08-01-2005            | 28              | 6            | met Brutus en D-Men / Nr. 27 in de Single Top 100                                            |
| Niets is wat het zijn moet                                    | 2005                  | 26-03-2005            | tip5            | -            | met Ebon-E / Nr. 60 in de Single Top 100                                                     |
| Dingen gedaan                                                 | 2006                  | 11-03-2006            | tip15           | -            |                                                                                              |
| Welkom in ons leven                                           | 2006                  | -                     | -               | -            | met Bolletjes Blues Cast, Raymzter, Derenzo, Mr. Probz en Kimo / Nr. 46 in de Single Top 100 |
| Dat is die shit                                               | 2006                  | 16-09-2006            | tip2            | -            | met Darryl, Gio, Nino en The Partysquad                                                      |